# Vasanello
Vasanello est une commune italienne d'environ 4 000 habitants, située dans la province de Viterbe, dans la région Latium, en Italie centrale.

## Administration
| Période                                  | Période | Identité | Étiquette | Qualité |
| ---------------------------------------- | ------- | -------- | --------- | ------- |
|                                          |         |          |           |         |
| Les données manquantes sont à compléter. |         |          |           |         |

### Communes limitrophes
Bassano in Teverina, Gallese, Orte, Soriano nel Cimino, Vignanello